# Oberst-Gressel-Klettersteig

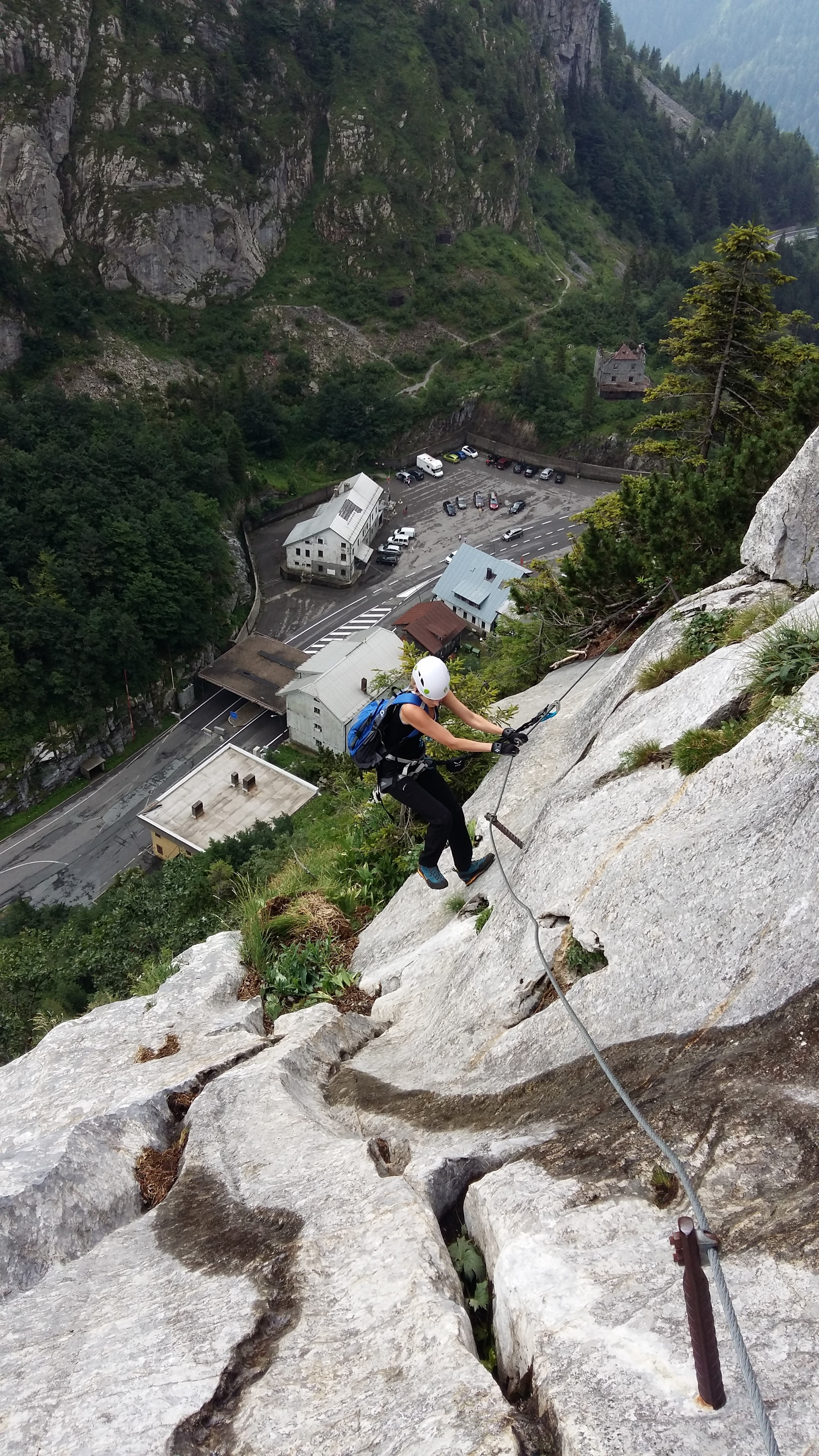
Unterer Teil des Klettersteigs mit Blick auf den Grenzübergang zu Italien.

Der Oberst-Gressel-Klettersteig ist ein Klettersteig vom Plöckenpass auf die Cellonschulter des Frischenkofel (italienisch: Cellon) der Karnischen Alpen in Kärnten, Österreich.

## Geschichte
Der Klettersteig wurde im Sommer 2009 von der Sektion Obergailtal des ÖAV am Frischenkofel angelegt, nachdem er zuvor auf dem gegenüber liegenden Kleinen Pal aufgrund der Steinschlaggefahr abmontiert worden war. Benannt ist er nach Oberst Carl Gressel (* 30. Juni 1880; † 31. Mai 1957), Kommandant des II. Regiments der Kärntner Freiwilligen Schützen, der nach dem Eintritt Italiens in den Ersten Weltkrieg die Verteidigung des Plöckenpasses bis zum Eintreffen regulärer Truppen zu organisieren hatte. Der Steig wird umgangssprachlich auch als Oberst Gressel Gedenkweg oder schlicht Gresselweg bezeichnet.

## Lage und Begehung
Der Einstieg befindet sich nur wenige Gehminuten vom Plöckenpass und der italienischen Grenze entfernt und führt als moderner Sportklettersteig über rund 300 Höhenmeter auf die Cellonschulter (1829 m). Steile Platten in kompaktem Fels wechseln mit leichteren Gehpassagen im Gelände. Der Steig ist größtenteils mit dem Schwierigkeitsgrad B/C bewertet, die Schlüsselstelle mit C/D.
Der Oberst-Gressel-Klettersteig ist der zweite direkte Anstieg auf die Cellonschulter neben dem weiter östlich gelegenen Cellonstollen, welcher seit 1987 als unterirdischer Klettersteig durch einen im Ersten Weltkrieg errichteten Nachschubweg verläuft.
Von der Cellonschulter aus ist ein Auf- bzw. Abstieg über die Collinetta-Alm auf italienischer Seite möglich. Zudem führen von der oberen Schulter aus zwei Klettersteige auf den Gipfelkamm des Frischenkofel, nämlich der Weg ohne Grenzen über den Südostgrat und der Steinbergerweg entlang der Ostrinne.